# Gudrid Thorbjarnardottir
Gudrid Thorbjarnardottir (en islandais : Guðríður Þorbjarnardóttir) est une femme nordique, née aux environs de 990 en Islande ou en Norvège et morte vers 1080 en Islande, apparaissant dans deux sagas (formant, à elles deux, l'ensemble dit des sagas du Vinland) : la saga des Groenlandais et la saga d'Erik le Rouge. Elle fait partie des premiers Occidentaux à avoir vécu en Amérique (appelée Vinland par les Nordiques) où elle donna naissance à un fils : Snorri Thorfinnsson.

## Biographie
Selon la saga des Groenlandais, Gudrid Thorbjarnardottir serait née en Norvège, où elle se serait également mariée avant de partir en Islande. Durant le voyage, le bateau de Gudrid et de son mari aurait fait naufrage, et ce serait grâce au secours de Leif Erikson qu'ils auraient pu survivre. La saga d'Erik le Rouge, elle, raconte que Gudrid serait née en Islande et aurait émigré au Groenland pour retrouver Erik le Rouge, un ami de son père. Toujours selon cette saga, après avoir dû affronter dangers et péripéties, Gudrid et sa famille avaient réussi à retrouver Erik le Rouge, qui maria Gudrid à son fils, Thorstein. Cependant, Thorstein mourut rapidement et Gudrid se remaria avec Thorfinn Karlsefni, un marchand islandais, avec qui elle partit au Vinland.
Une fois arrivée en Amérique, Gudrid donna naissance à un fils : Snorri Thorfinnsson, que Jenny Jochens décrit comme le « premier autochtone aux racines européennes du Nouveau Monde ». Finalement Gudrid, Thorfinn et Snorri rentrèrent en Islande et s’installèrent aux alentours du village de Glaumbaer. Et c'est après la mort de son mari, et une fois que son fils eut fondé une famille, que Gudrid entreprit son dernier grand voyage en partant « vers le Sud », c'est-à-dire à Rome. Durant son absence, Snorri Thorfinnsson avait fait construire une église sur ses terres, une église dans laquelle Gudrid s'isola en tant que nonne une fois revenue de Rome.

## Postérité
Gudrid Thorbjarnardottir est encore célébrée en Islande. Ainsi, sur son possible lieu de naissance, sur la côte sud de la péninsule de Snæfellsnes, a été installée une carte du monde décrivant ses nombreux voyages, du Groenland à Rome en passant par l'Amérique. Dans le même ordre d'idées, une statue a été construite en 1994 à la ferme de Glaumbaer (un lieu où elle a passé une partie de sa vie) par le sculpteur Ásmundur Sveinsson afin de lui rendre hommage : Gudrid est montrée debout sur une barque, portant sur son épaule son fils, Snorri Thorfinnsson.